# José Escolástico Marín
Escolástico Marín fue un político salvadoreño, que gobernó la República de El Salvador en calidad de presidente provisional desde el 1 de febrero al 12 de abril de 1842 y desde el 19 de julio al 26 de septiembre del mismo año.

## Biografía
Nació en San Vicente, y murió el 11 de noviembre de 1846, cerca del río San Felipe, en acción de Guerra contra el Gobierno del Dr. Eugenio Aguilar.
El 1 de febrero de 1842, el Senador Presidente del Estado, Escolástico Marín, por razones de economía, suprime el Departamento de la Paz y los partidos de Olocuilta a San Vicente; lo mismo Opico fue segregado de Cuscatlán e incorporado a San Salvador.
El 19 de julio de 1842 el General Escolástico Marín recibe el Gobierno de don Dionisio Villacorta. Fue un periodo de agitación política, no solo en El Salvador, sino en toda Centroamérica debido a la presencia del General Morazán en la Presidencia de Costa Rica.